# Braux-le-Châtel
Braux-le-Châtel là một xã thuộc tỉnh Haute-Marne trong vùng Grand Est đông bắc nước Pháp. Xã này nằm ở khu vực có độ cao trung bình 241 mét trên mực nước biển.